# بوندار ۱۳۶۹۳
سیارک ۱۳۶۹۳ (به انگلیسی: 13693 Bondar، نامگذاری:1997TW15) سیزده هزار و ششصد و نود و سومین سیارک کشف شده‌است که در ۴ اکتبر ۱۹۹۷ کشف شد.
قدر مطلق سیارک برابر ۲۱.۴ است.